# Simićevo
Simićevo (serbisk kyrilliska: Симићево) är ett samhälle i centrala Serbien med 1 465 invånare (enligt folkräkningen år 2002). Det ligger i kommunen Žabari i distriktet Braničevo.